# César Marcano
César Mervin Marcano Sánchez (* 22. Oktober 1987 in Bejuma) ist ein ehemaliger venezolanischer Bahnradsportler.

## Sportliche Laufbahn
2010 belegte César Marcano bei den Panamerikanischen Radmeisterschaften Platz zwei im Teamsprint, gemeinsam mit Hersony Canelón und Ángel Pulgar. In derselben Besetzung erreichten die Venezolaner Platz drei beim Lauf des Bahnrad-Weltcups 2011/12 in Cali, ebenso bei den Panamerikanischen Meisterschaften im Jahre 2012. Bei den Olympischen 2012 in London belegte das Trio Canelon, Pulgar und Marcano im Teamsprint Rang neun.
2013 errang Marcano bei den Panamerikanischen Meisterschaften in Aguascalientes die Goldmedaille im Teamsprint, gemeinsam mit Hersony Canelón und Ángel Pulgar. Im Jahr darauf gewann die drei Sportler die Teamsprint-Wettbewerbe bei den panamerikanischen Meisterschaften, den Zentralamerika- und Karibikspiele und den Südamerikaspielen. Im Jahr darauf wurden sie erneut Panamerikameister.
2016 wurde Marcano für die Teilnahme an den Olympischen Spielen in Rio de Janeiro nominiert, wo er gemeinsam mit Canelón und Pulgar Rang acht im Teamsprint belegte. 2018 errang er bei den Südamerikaspielen (mit Canelón und Adamil Agüero) und bei den Zentralamerika- und Karibikspielen – Teamsprint (mit Gabriel Quintero und Canelón) jeweils die Silbermedaille im Teamsprint.

## Erfolge
2004
- Zentralamerika- und Karibikspiele – Keirin

2006
- Zentralamerika- und Karibikspiele – Teamsprint (mit Alexander Cornieles und Jhonny Hernandez)

2010
- Panamerikanische Meisterschaften – Teamsprint (mit Hersony Canelón und Ángel Pulgar)
- Zentralamerika- und Karibikspiele – Teamsprint (mit Hersony Canelón und Ángel Pulgar)

2011
- Panamerikaspielesieger – Teamsprint (mit Hersony Canelón und Ángel Pulgar)

2012
- Panamerikanische Meisterschaften – Teamsprint (mit Hersony Canelón und Ángel Pulgar)
- Venezolanischer Meister – Keirin

2013
- Panamerikameister – Teamsprint (mit Hersony Canelón und Ángel Pulgar)

2014
- Panamerikameister – Teamsprint (mit Hersony Canelón und Ángel Pulgar)
- Südamerikaspiele – Teamsprint (mit Hersony Canelón und Ángel Pulgar)
- Zentralamerika- und Karibikspiele – Teamsprint (mit Hersony Canelón und Ángel Pulgar)

2015
- Panamerikameister – Teamsprint (mit Hersony Canelón und Ángel Pulgar)
- Panamerikaspiele – Teamsprint (mit Hersony Canelón und Ángel Pulgar)

2016
- Venezolanischer Meister – Keirin, Teamsprint (mit Gabriel Quintero und Leonardo Afanador)

2018
- Südamerikaspiele – Teamsprint (mit Hersony Canelón und Adamil Agüero)
- Zentralamerika- und Karibikspiele – Teamsprint (mit Gabriel Quintero und Hersony Canelón)

2019
- Venezolanischer Meister – Keirin

2021
- Venezolanischer Meister – Sprint